# Ковале (Цешинський повіт)
Ковале (пол. Kowale) — село в Польщі, у гміні Скочув Цешинського повіту Сілезького воєводства.
Населення — 671 особа (2011).
У 1975-1998 роках село належало до Бельського воєводства.

## Демографія
Демографічна структура станом на 31 березня 2011 року:
|          | Загалом | Допрацездатний вік | Працездатний вік | Постпрацездатний вік |
| -------- | ------- | ------------------ | ---------------- | -------------------- |
| Чоловіки | 332     | 71                 | 229              | 32                   |
| Жінки    | 339     | 75                 | 203              | 61                   |
| Разом    | 671     | 146                | 432              | 93                   |